# Michał Ignerski
Michal Jakub Ignerski (Lublin, Polonia, 13 de agosto de 1980) es un baloncestista polaco que juega actualmente para elAnwil Wloclawek.

## Carrera
- 2000     Universidad de Misisipi
- 2003/05  Slask Wroclaw
- 2005/06  Anwil Włocławek
- 2006/09  Cajasol
- 2009/10  Lagun Aro GBC
- 2010/11  Beşiktaş Cola Turka
- 2011/12  BC Nizhni Nóvgorod
- 2012  Lokomotiv Kuban
- 2012/13  Dinamo Basket Sassari
- 2013  Virtus Roma
- 2014  Krasnye Krylya Samara
- 2014/16  Le Mans Sarthe Basket
- 2016  Pallacanestro Cantù
- 2019/  Anwil Włocławek